# Supercopa de Europa 2019
La Supercopa de Europa 2019 fue la 44.ª edición de la Supercopa de Europa. El encuentro fue disputado entre el vencedor de la Liga de Campeones de la UEFA 2018-19 y el vencedor de la Liga Europa de la UEFA 2018-19, en el Vodafone Park, Estambul, Turquía.
Desde el 9 de mayo de 2019 se dio a conocer que esta Supercopa de Europa 2019 era una final entre equipos de  la Premier League, dado que los finalistas tanto de la Liga de Campeones de la UEFA 2018-19 (Liverpool y Tottenham Hotspur) y de la Liga Europa de la UEFA 2018-19 (Arsenal y Chelsea) pertenecen a esa liga, siendo la primera final entre equipos ingleses en la historia de la competición.
La francesa Stéphanie Frappart se convirtió en la primera mujer en la historia designada para arbitrar la final de la Supercopa de la UEFA.

## Participantes
|  |  | Liverpool F. C. |  | Campeón de la UEFA Champions League (2018-19) |
|  |  | Chelsea F. C.   |  | Campeón de la UEFA Europa League (2018-19)    |

## Lugar
El Vodafone Park fue sede de la final de la Supercopa en la edición XLIV. El estadio alberga los partidos del Beşiktaş J. K.

## Final
| 13    | Guardameta     | Adrián San Miguel       |      |
| 12    | Defensa        | Joe Gomez               |      |
| 32    | Defensa        | Joel Matip              |      |
| 4     | Defensa        | Virgil van Dijk         |      |
| 26    | Defensa        | Andrew Robertson        | 91'  |
| 7     | Centrocampista | James Milner            | 64'  |
| 3     | Centrocampista | Fabinho                 |      |
| 14    | Centrocampista | Jordan Henderson        |      |
| 15    | Delantero      | Alex Oxlade-Chamberlain | 46'  |
| 11    | Delantero      | Mohamed Salah           |      |
| 10    | Delantero      | Sadio Mané              | 103' |
| D. T. | D. T.          | Jürgen Klopp            |      |

| 1     | Guardameta     | Kepa Arrizabalaga   |      |
| 28    | Defensa        | César Azpilicueta   |      |
| 15    | Defensa        | Kurt Zouma          |      |
| 4     | Defensa        | Andreas Christensen | 85'  |
| 33    | Defensa        | Emerson Palmieri    |      |
| 5     | Centrocampista | Jorginho            |      |
| 7     | Centrocampista | N'Golo Kanté        |      |
| 17    | Centrocampista | Mateo Kovačić       | 101' |
| 22    | Delantero      | Christian Pulišić   | 74'  |
| 18    | Delantero      | Olivier Giroud      | 74'  |
| 11    | Delantero      | Pedro               |      |
| D. T. | D. T.          | Frank Lampard       |      |

| 9  | Delantero      | Roberto Firmino        | 46'  |
| 5  | Centrocampista | Georginio Wijnaldum    | 64'  |
| 66 | Defensa        | Trent Alexander-Arnold | 91'  |
| 27 | Delantero      | Divock Origi           | 103' |

| 9  | Delantero      | Tammy Abraham | 74'  |
| 19 | Centrocampista | Mason Mount   | 74'  |
| 29 | Defensa        | Fikayo Tomori | 85'  |
| 8  | Centrocampista | Ross Barkley  | 101' |

| 48' · 95' | Sadio Mané | 1:1 2:1 |

| 36' · 101' | Olivier Giroud Jorginho | 0:1 2:2 |

| Acierto de penal · Acierto de penal · Acierto de penal · Acierto de penal · Acierto de penal | Roberto Firmino Fabinho Divock Origi Trent Alexander-Arnold Mohamed Salah | 1:0 2:1 3:2 4:3 5:4 |

| Acierto de penal · Acierto de penal · Acierto de penal · Acierto de penal · Fallo de penal | Jorginho Ross Barkley Mason Mount Emerson Palmieri Tammy Abraham | 1:1 2:2 3:3 4:4 5:4 |

| 85' · 107' | Jordan Henderson Trent Alexander-Arnold |

| 79' | César Azpilicueta |

| Principal  | Stéphanie Frappart |
| Asistentes | Manuela Nicolosi   |
|            | Michelle O'Neill   |
| Cuarto     | Cüneyt Çakır       |

| VAR            | Clément Turpin      |
| Asistentes VAR | François Letexier   |
|                | Massimiliano Irrati |
|                | Mark Borsch         |

|                    |     |     |
| Tiros              | 21  | 20  |
| Tiros a puerta     | 11  | 6   |
| Faltas             | 10  | 12  |
| Saques de esquina  | 8   | 7   |
| Penaltis           | 0   | 1   |
| Fueras de juego    | 2   | 11  |
| Posesión del balón | 52% | 48% |

| Alineación inicial |

| 13    | Guardameta     | Adrián San Miguel       |      |
| 12    | Defensa        | Joe Gomez               |      |
| 32    | Defensa        | Joel Matip              |      |
| 4     | Defensa        | Virgil van Dijk         |      |
| 26    | Defensa        | Andrew Robertson        | 91'  |
| 7     | Centrocampista | James Milner            | 64'  |
| 3     | Centrocampista | Fabinho                 |      |
| 14    | Centrocampista | Jordan Henderson        |      |
| 15    | Delantero      | Alex Oxlade-Chamberlain | 46'  |
| 11    | Delantero      | Mohamed Salah           |      |
| 10    | Delantero      | Sadio Mané              | 103' |
| D. T. | D. T.          | Jürgen Klopp            |      |

| 1     | Guardameta     | Kepa Arrizabalaga   |      |
| 28    | Defensa        | César Azpilicueta   |      |
| 15    | Defensa        | Kurt Zouma          |      |
| 4     | Defensa        | Andreas Christensen | 85'  |
| 33    | Defensa        | Emerson Palmieri    |      |
| 5     | Centrocampista | Jorginho            |      |
| 7     | Centrocampista | N'Golo Kanté        |      |
| 17    | Centrocampista | Mateo Kovačić       | 101' |
| 22    | Delantero      | Christian Pulišić   | 74'  |
| 18    | Delantero      | Olivier Giroud      | 74'  |
| 11    | Delantero      | Pedro               |      |
| D. T. | D. T.          | Frank Lampard       |      |

| 9  | Delantero      | Roberto Firmino        | 46'  |
| 5  | Centrocampista | Georginio Wijnaldum    | 64'  |
| 66 | Defensa        | Trent Alexander-Arnold | 91'  |
| 27 | Delantero      | Divock Origi           | 103' |

| 9  | Delantero      | Tammy Abraham | 74'  |
| 19 | Centrocampista | Mason Mount   | 74'  |
| 29 | Defensa        | Fikayo Tomori | 85'  |
| 8  | Centrocampista | Ross Barkley  | 101' |

| 48' · 95' | Sadio Mané | 1:1 2:1 |

| 36' · 101' | Olivier Giroud Jorginho | 0:1 2:2 |

| Acierto de penal · Acierto de penal · Acierto de penal · Acierto de penal · Acierto de penal | Roberto Firmino Fabinho Divock Origi Trent Alexander-Arnold Mohamed Salah | 1:0 2:1 3:2 4:3 5:4 |

| Acierto de penal · Acierto de penal · Acierto de penal · Acierto de penal · Fallo de penal | Jorginho Ross Barkley Mason Mount Emerson Palmieri Tammy Abraham | 1:1 2:2 3:3 4:4 5:4 |

| 85' · 107' | Jordan Henderson Trent Alexander-Arnold |

| 79' | César Azpilicueta |

| Principal  | Stéphanie Frappart |
| Asistentes | Manuela Nicolosi   |
|            | Michelle O'Neill   |
| Cuarto     | Cüneyt Çakır       |

| VAR            | Clément Turpin      |
| Asistentes VAR | François Letexier   |
|                | Massimiliano Irrati |
|                | Mark Borsch         |

|                    |     |     |
| Tiros              | 21  | 20  |
| Tiros a puerta     | 11  | 6   |
| Faltas             | 10  | 12  |
| Saques de esquina  | 8   | 7   |
| Penaltis           | 0   | 1   |
| Fueras de juego    | 2   | 11  |
| Posesión del balón | 52% | 48% |

| Alineación inicial |

| 13    | Guardameta     | Adrián San Miguel       |      |
| 12    | Defensa        | Joe Gomez               |      |
| 32    | Defensa        | Joel Matip              |      |
| 4     | Defensa        | Virgil van Dijk         |      |
| 26    | Defensa        | Andrew Robertson        | 91'  |
| 7     | Centrocampista | James Milner            | 64'  |
| 3     | Centrocampista | Fabinho                 |      |
| 14    | Centrocampista | Jordan Henderson        |      |
| 15    | Delantero      | Alex Oxlade-Chamberlain | 46'  |
| 11    | Delantero      | Mohamed Salah           |      |
| 10    | Delantero      | Sadio Mané              | 103' |
| D. T. | D. T.          | Jürgen Klopp            |      |

| 1     | Guardameta     | Kepa Arrizabalaga   |      |
| 28    | Defensa        | César Azpilicueta   |      |
| 15    | Defensa        | Kurt Zouma          |      |
| 4     | Defensa        | Andreas Christensen | 85'  |
| 33    | Defensa        | Emerson Palmieri    |      |
| 5     | Centrocampista | Jorginho            |      |
| 7     | Centrocampista | N'Golo Kanté        |      |
| 17    | Centrocampista | Mateo Kovačić       | 101' |
| 22    | Delantero      | Christian Pulišić   | 74'  |
| 18    | Delantero      | Olivier Giroud      | 74'  |
| 11    | Delantero      | Pedro               |      |
| D. T. | D. T.          | Frank Lampard       |      |

| 9  | Delantero      | Roberto Firmino        | 46'  |
| 5  | Centrocampista | Georginio Wijnaldum    | 64'  |
| 66 | Defensa        | Trent Alexander-Arnold | 91'  |
| 27 | Delantero      | Divock Origi           | 103' |

| 9  | Delantero      | Tammy Abraham | 74'  |
| 19 | Centrocampista | Mason Mount   | 74'  |
| 29 | Defensa        | Fikayo Tomori | 85'  |
| 8  | Centrocampista | Ross Barkley  | 101' |

| 48' · 95' | Sadio Mané | 1:1 2:1 |

| 36' · 101' | Olivier Giroud Jorginho | 0:1 2:2 |

| Acierto de penal · Acierto de penal · Acierto de penal · Acierto de penal · Acierto de penal | Roberto Firmino Fabinho Divock Origi Trent Alexander-Arnold Mohamed Salah | 1:0 2:1 3:2 4:3 5:4 |

| Acierto de penal · Acierto de penal · Acierto de penal · Acierto de penal · Fallo de penal | Jorginho Ross Barkley Mason Mount Emerson Palmieri Tammy Abraham | 1:1 2:2 3:3 4:4 5:4 |

| 85' · 107' | Jordan Henderson Trent Alexander-Arnold |

| 79' | César Azpilicueta |

| Principal  | Stéphanie Frappart |
| Asistentes | Manuela Nicolosi   |
|            | Michelle O'Neill   |
| Cuarto     | Cüneyt Çakır       |

| VAR            | Clément Turpin      |
| Asistentes VAR | François Letexier   |
|                | Massimiliano Irrati |
|                | Mark Borsch         |

|                    |     |     |
| Tiros              | 21  | 20  |
| Tiros a puerta     | 11  | 6   |
| Faltas             | 10  | 12  |
| Saques de esquina  | 8   | 7   |
| Penaltis           | 0   | 1   |
| Fueras de juego    | 2   | 11  |
| Posesión del balón | 52% | 48% |

| Alineación inicial |

| 13    | Guardameta     | Adrián San Miguel       |      |
| 12    | Defensa        | Joe Gomez               |      |
| 32    | Defensa        | Joel Matip              |      |
| 4     | Defensa        | Virgil van Dijk         |      |
| 26    | Defensa        | Andrew Robertson        | 91'  |
| 7     | Centrocampista | James Milner            | 64'  |
| 3     | Centrocampista | Fabinho                 |      |
| 14    | Centrocampista | Jordan Henderson        |      |
| 15    | Delantero      | Alex Oxlade-Chamberlain | 46'  |
| 11    | Delantero      | Mohamed Salah           |      |
| 10    | Delantero      | Sadio Mané              | 103' |
| D. T. | D. T.          | Jürgen Klopp            |      |

| 1     | Guardameta     | Kepa Arrizabalaga   |      |
| 28    | Defensa        | César Azpilicueta   |      |
| 15    | Defensa        | Kurt Zouma          |      |
| 4     | Defensa        | Andreas Christensen | 85'  |
| 33    | Defensa        | Emerson Palmieri    |      |
| 5     | Centrocampista | Jorginho            |      |
| 7     | Centrocampista | N'Golo Kanté        |      |
| 17    | Centrocampista | Mateo Kovačić       | 101' |
| 22    | Delantero      | Christian Pulišić   | 74'  |
| 18    | Delantero      | Olivier Giroud      | 74'  |
| 11    | Delantero      | Pedro               |      |
| D. T. | D. T.          | Frank Lampard       |      |

| 9  | Delantero      | Roberto Firmino        | 46'  |
| 5  | Centrocampista | Georginio Wijnaldum    | 64'  |
| 66 | Defensa        | Trent Alexander-Arnold | 91'  |
| 27 | Delantero      | Divock Origi           | 103' |

| 9  | Delantero      | Tammy Abraham | 74'  |
| 19 | Centrocampista | Mason Mount   | 74'  |
| 29 | Defensa        | Fikayo Tomori | 85'  |
| 8  | Centrocampista | Ross Barkley  | 101' |

| 48' · 95' | Sadio Mané | 1:1 2:1 |

| 36' · 101' | Olivier Giroud Jorginho | 0:1 2:2 |

| Acierto de penal · Acierto de penal · Acierto de penal · Acierto de penal · Acierto de penal | Roberto Firmino Fabinho Divock Origi Trent Alexander-Arnold Mohamed Salah | 1:0 2:1 3:2 4:3 5:4 |

| Acierto de penal · Acierto de penal · Acierto de penal · Acierto de penal · Fallo de penal | Jorginho Ross Barkley Mason Mount Emerson Palmieri Tammy Abraham | 1:1 2:2 3:3 4:4 5:4 |

| 85' · 107' | Jordan Henderson Trent Alexander-Arnold |

| 79' | César Azpilicueta |

| Principal  | Stéphanie Frappart |
| Asistentes | Manuela Nicolosi   |
|            | Michelle O'Neill   |
| Cuarto     | Cüneyt Çakır       |

| VAR            | Clément Turpin      |
| Asistentes VAR | François Letexier   |
|                | Massimiliano Irrati |
|                | Mark Borsch         |

|                    |     |     |
| Tiros              | 21  | 20  |
| Tiros a puerta     | 11  | 6   |
| Faltas             | 10  | 12  |
| Saques de esquina  | 8   | 7   |
| Penaltis           | 0   | 1   |
| Fueras de juego    | 2   | 11  |
| Posesión del balón | 52% | 48% |

| Alineación inicial |

|                              |
| Bandera de Inglaterra        |
| Campeón Liverpool 4.º título |